# Aeródromo El Algarrobo
El Aeródromo El Algarrobo (OACI: SCDL), es un terminal aéreo ubicado cerca de Cabildo, Provincia de Petorca, Región de Valparaíso, Chile. Es de propiedad privada.